# Evisceració
L'evisceració o esbudellament és el procediment pel qual s'arrenquen d'una persona alguns o tots els seus òrgans vitals, especialment de l'abdomen. Els resultats són, en la majoria de casos, la mort de la persona que ho sofreix.
Ha estat històricament usat com a forma severa de càstig mitjançant la tortura i finalitzant amb la pena de mort. També és una forma d'assassinat. Un dels assassins més famosos a utilitzar aquest mètode va ser Jack l'Esbudellador.